# Comuna de Choczewo
Choczewo (polaco: Gmina Choczewo) é uma gminy (comuna) na Polónia, na voivodia de Pomerânia e no condado de Wejherowski. A sede do condado é a cidade de Choczewo.
De acordo com os censos de 2004, a comuna tem 5551 habitantes, com uma densidade 30,3 hab/km².

## Área
Estende-se por uma área de 183,23 km², incluindo:
- área agricola: 49%
- área florestal: 42%

## Demografia
Dados de 30 de Junho 2004:
|                      | Total   | Total | Mulheres | Mulheres | Homens  | Homens |
| -------------------- | ------- | ----- | -------- | -------- | ------- | ------ |
|                      | pessoas | %     | pessoas  | %        | pessoas | %      |
| População            | 5551    | 100   | 2682     | 48,3     | 2869    | 51,7   |
| Densidade (pop./km²) | 30,3    | 100   | 14,6     | 14,6     | 15,7    | 15,7   |

De acordo com dados de 2005, o rendimento médio per capita ascendia a 2033,38 zł.

## Comunas vizinhas
- Gniewino, Łeba, Łęczyce, Krokowa, Comuna de Nowa Wieś Lęborska.